# Antainambalana
Antainambalana – rzeka w północno-wschodniej części Madagaskaru, w regionie Analanjirofo. Uchodzi do Zatoki Antongila.
W XVIII wieku rzeka ta była nazywana Tingballe, przez pierwszych europejskich żeglarzy.